# ブランドン・モロー
ブランドン・ジョン・モロー（Brandon John Morrow, 1984年7月26日 - ）は、アメリカ合衆国カリフォルニア州ソノマ郡サンタローザ出身のプロ野球選手（投手）。右投右打。現在は、フリーエージェント。

## 経歴

### プロ入り前
カリフォルニア州ロナートパークのランチョ・コテート高等学校在籍中の2001年に1型糖尿病を発症し、以後インスリンポンプを装着している。2003年のMLBドラフト40巡目（全体1200位）でアナハイム・エンゼルスから指名を受けるが、入団せずカリフォルニア大学バークレー校に進学。

### プロ入りとマリナーズ時代
2006年のMLBドラフト1巡目（全体5位）でシアトル・マリナーズから指名を受けて入団する。この年は、傘下のマイナーリーグで8試合16投球回に登板した。
2007年はメジャーのスプリングトレーニングに招待選手として参加した。本来はその後マイナーに戻される予定だったが、好投を続けたことが評価され開幕25人枠入りすることになった。4月3日のオークランド・アスレチックス戦でメジャーデビューを果たす。

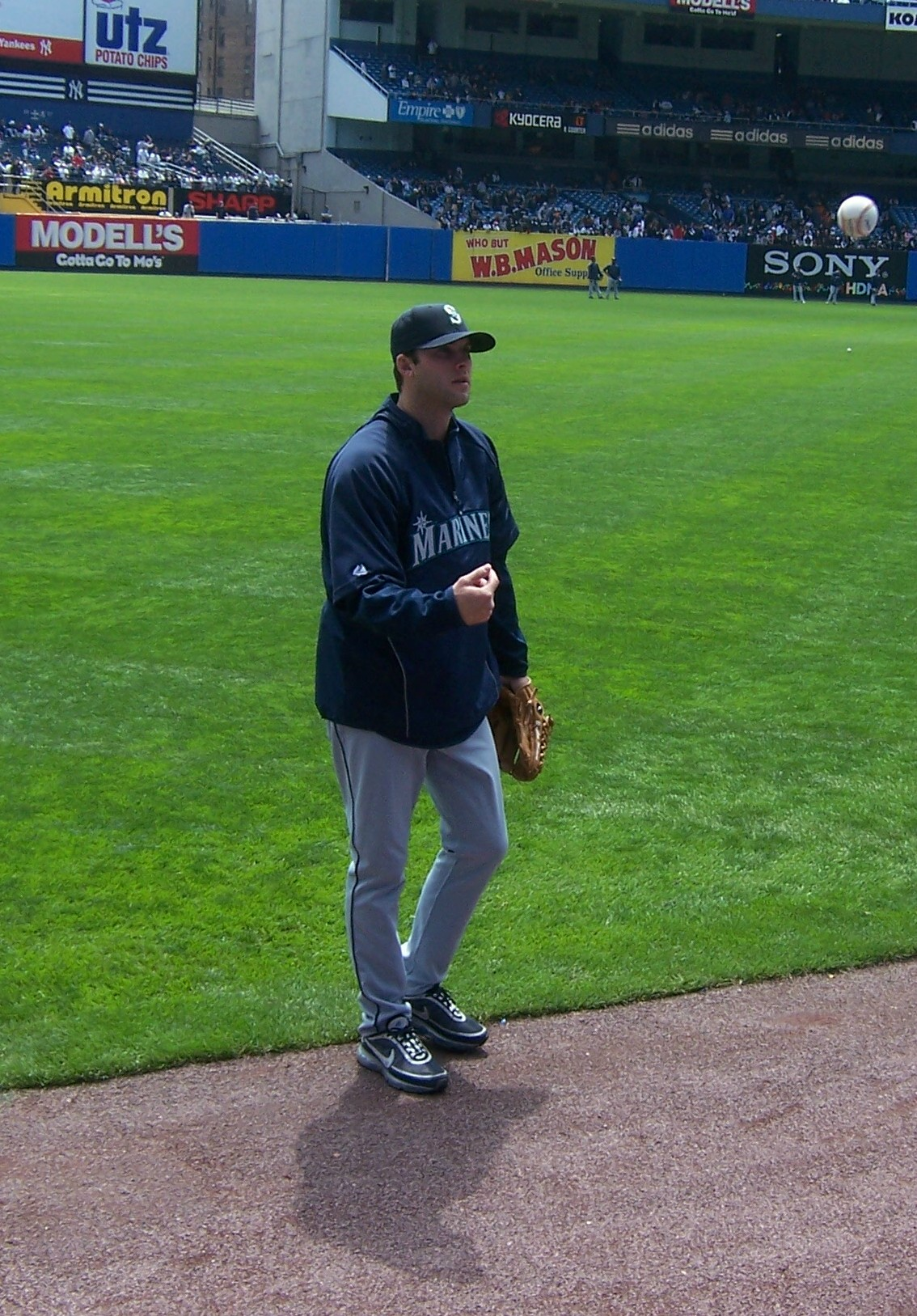
シアトル・マリナーズ時代
(2008年5月4日)

プロ入り2年目で、マイナーでも経験がないフルシーズンだったが、セットアッパーとして60試合63.1投球回に登板、与四球50と制球に課題を残したものの、投球回数を上回る66三振を奪い、防御率4.12・18ホールドという成績を残した。ただ、フルシーズンでの活躍にもかかわらずファンには名前がまだ浸透していなかったようで、2008年1月に行われたファンとの交流イベントでは、ファンの1人に "Who are you?" （どなたですか？）と質問されている。
2007年の活躍から、モローには将来の先発投手としての期待がかかるようになった。MLBのシーズン終了後には、スタミナ強化や中4日の登板間隔へ慣れることを目的にベネズエラ冬季リーグ "リーガ・ベネソラーナ・デ・ベイスボル・プロフェシオナル" に参加し、7試合に先発登板している。しかしマリナーズは同年12月にカルロス・シルバをFAで、2008年2月にエリック・ベダードをトレードで、それぞれ獲得し2人の先発投手を補強。これによってフェリックス・ヘルナンデス、ジャロッド・ウォッシュバーン、ミゲル・バティスタと合わせて5人で先発ローテーションが確定したため、モローは2008年もリリーフをすることになった。
右肩痛で出遅れ4月17日にシーズン初登板を果たしたモローは、この年さまざまな役割を務めることになる。6月には、クローザーのJ.J.プッツが故障で思うような成績を残せないまま戦線離脱したため、モローが代役を務めることに。同月11日にメジャー初セーブを記録すると、8月3日までに10セーブを挙げる。プッツが7月20日に復帰すると、今度はベダードの故障やシルバの不調に見舞われていた先発陣にモローが加わることになった。モローは一旦マイナーに戻り先発としての経験を積むと、約1か月後にメジャー再昇格。9月5日のニューヨーク・ヤンキース戦でメジャー初先発し、8回2アウトまで相手打線を無安打に抑える好投で勝利投手に。その後さらに4試合に先発してシーズンを終えた。

### ブルージェイズ時代

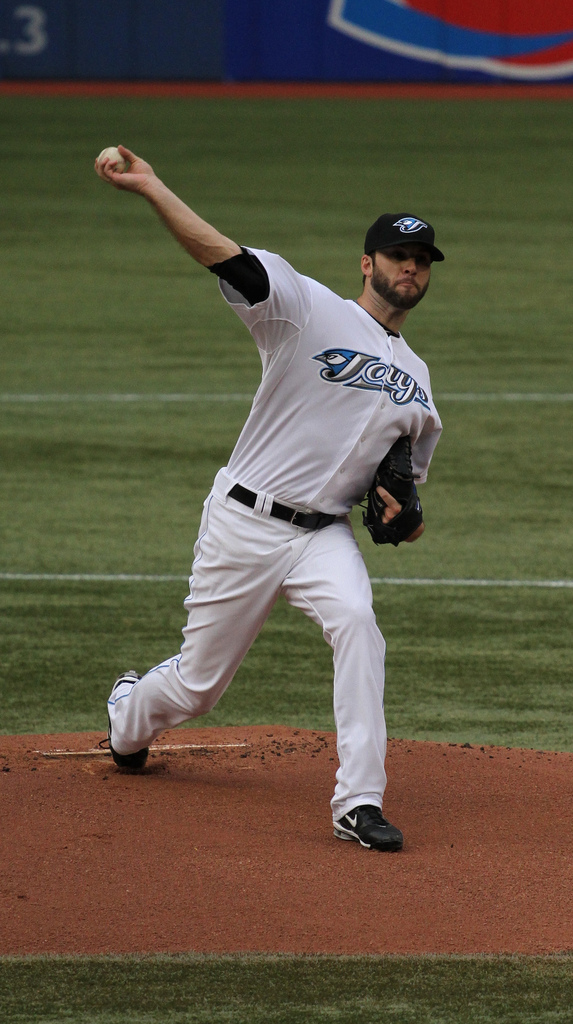
トロント・ブルージェイズ時代
(2011年8月23日)

2009年12月23日、ブランドン・リーグ、ヨヘルミン・チャベスとの2対1のトレードにより、トロント・ブルージェイズへ移籍した。
2010年はブルージェイズの先発の一角として期待されていたものの、制球難もあり4月の月間防御率は5.46,5月の月間防御率は6.52と不振に陥った。しかしホセ・モリーナとバッテリーを組んだ6月には調子を上げ、月間防御率1.91の好成績をマーク。8月8日のタンパベイ・レイズ戦では9回二死までノーヒットピッチングを続けた。エバン・ロンゴリアに安打を打たれてしまったためノーヒッターの達成はならなかったが、17奪三振の完封勝利という文句なしの投球内容を収めた。9月には投球制限のために早めにシーズンを終える格好となったが、10勝をマークした。防御率は4.49だったが、FIPは3.16とエース級の数字を残しており、飛躍を予感させた。
2011年は自身初の200奪三振と規定投球回到達、2年連続で二桁勝利をマークした。しかし、大量失点する試合も目立ち、防御率は4.72と前年より悪化した。ただし、FIPは3.64と投球内容自体は悪くなく、リッキー・ロメロに次ぐ先発2番手の座を手に入れた。
2012年1月24日に3年総額2000万ドル（4年目の2015年は1000万ドルのオプション）で契約を延長した。この年から制球重視の投球スタイルを取り入れ、フォーシームの球速を平均93mph（約149.7km/h）程度に抑え、チェンジアップを投げる割合を増やした。その結果、奪三振率は低下したが長いイニングを投げることが可能になり、3完封を記録した。不振のリッキー・ロメロに代わるエースの地位を固めつつあったが、6月12日に左斜筋を痛めて約2ヶ月離脱し、登板数は21試合に終わった。
2013年もシーズン始めから先発ローテーションに名を連ねたが、開幕後10試合の先発でクオリティ・スタートを3回しか果たせないなど、5月終了時で防御率が5.00を上回る不調に見舞われた。6月1日、右前腕の故障により15日間の故障者リストに入った。その後シーズン終了まで故障者リストから外れることはなく、シーズン通算では移籍後最少の10試合の登板に終わった。
2014年も先発ローテーションに入ったが、5月3日に右手人差し指の腱鞘を損傷し、60日間の故障者リストに入った。9月2日に故障者リストから外れ復帰したものの、以降は先発に戻ることはなく、リリーフ登板のみであった。オフの11月1日に球団から契約オプションが行使されず、FAとなった。

### パドレス時代
2014年12月16日にサンディエゴ・パドレスと1年250万ドルの契約を結んだ。2015年は先発5試合の登板のみに留まったが、2勝0敗・防御率2.76と悪くはなかった。11月2日にFAとなったが、12月14日にマイナー契約でパドレスと再契約した。
2016年はルーキー級からAAA級までの4つの階級すべてに所属し、合計20試合（6先発）に登板した後、8月13日にメジャー契約を結んでアクティブ・ロースター入りした。メジャーでは新人時代の2007年以来9年ぶりにリリーフ専門となり、18試合に登板して防御率1.69と好成績を残したが、WHIPは1.375と絶対的な安定感があるとは言えなかった。オフの11月3日にFAとなった。

### ドジャース時代
2017年1月26日にロサンゼルス・ドジャースとマイナー契約を結び、スプリングトレーニングに招待選手として参加することになった。開幕は傘下のAAA級オクラホマシティ・ドジャースで迎え、リリーフとして20試合に登板して防御率7.20と調子は上がらなかったものの、5月29日にメジャー契約を結んでアクティブ・ロースター入りした。この年も前年に続きリリーフ専門で45試合に登板して6勝0敗、10ホールド、2セーブ、防御率2.06、50奪三振、WHIP 0.916、被本塁打0の好成績を残した。ポストシーズン初登板を果たしワールドシリーズ第5戦で1点リードの場面で4失点を許した試合を除けば概ね好投した。ワールドシリーズで全7試合に登板するなど、ポストシーズンで年間14試合登板は1997年のポール・アッセンマッカーと並び歴代1位の記録となった。オフの11月2日にFAとなった。

### カブス時代
2017年12月12日にシカゴ・カブスと2年1800万ドル（3年目の2020年は球団側に選択権のある1200万ドルの契約オプションまたは300万ドルのバイアウト）で契約を結んだ。
2019年オフの11月4日にFAとなったが、12月14日にマイナー契約で再契約した。
2020年7月8日に自由契約となった。

### ドジャース傘下時代
2020年12月11日にドジャースとマイナー契約を結んだ。

## 投球スタイル
以前は常時90mph台半ば（約152.9km/h前後）を計時する速球とスライダーの2球種で投球の約8割を占めていた。2012年からはチェンジアップを投げる割合を増やしている。他にカーブも投げる。かつてはスプリッターも投げていたを交える。速球は「きれいなバックスピンがかかった、本当に真っ直ぐな（真っ直ぐに近い）球筋」の4シームで、最高球速は100mph（約160.9km/h）に達し、マリナーズ時代のチームメイトの控え捕手であるジェイミー・バークによれば「初速と終速の差が小さいから、ボールが浮き上がるように見える。（打者にとっては）かなりイヤな動き」だという。ただ、同じくチームメイトの捕手・城島健司は「彼は、スライダーとスプリットも投げるけど、今はフォシームとの差がありすぎる。フォーシームが良すぎるんだよね。だから、フォーシームのレベルが落ちて、スライダーやスプリットと変わらなくなったら、じつは3つの球種、すべてが通用するようになる」と、長所が逆に短所にもなっていると指摘した。2011年からはカッターをレパートリーに加えている。
2010年は球場と捕手によって成績に著しい差が見られた。ブルージェイズの本拠地ロジャース・センターでは8勝1敗、防御率2.83だったのに対し、敵地では2勝6敗、防御率6.72に終わった。また、ジョン・バックとのバッテリーでは7試合31.2イニングで防御率8.81と乱調だったが、ホセ・モリーナとのバッテリーでは19試合114.2回で防御率3.30と安定していた。このため、6月以降は専らモリーナとバッテリーを組むことになった。

## 詳細情報

### 年度別投手成績
| 年 度     | 球 団     | 登 板 | 先 発 | 完 投 | 完 封 | 無 四 球 | 勝 利 | 敗 戦 | セ 丨 ブ | ホ 丨 ル ド | 勝 率 | 打 者 | 投 球 回 | 被 安 打 | 被 本 塁 打 | 与 四 球 | 敬 遠 | 与 死 球 | 奪 三 振 | 暴 投 | ボ 丨 ク | 失 点 | 自 責 点 | 防 御 率 | W H I P |
| --------- | --------- | ----- | ----- | ----- | ----- | -------- | ----- | ----- | -------- | ----------- | ----- | ----- | -------- | -------- | ----------- | -------- | ----- | -------- | -------- | ----- | -------- | ----- | -------- | -------- | ------- |
| 2007      | SEA       | 60    | 0     | 0     | 0     | 0        | 3     | 4     | 0        | 18          | .429  | 289   | 63.1     | 56       | 3           | 50       | 5     | 1        | 66       | 4     | 0        | 29    | 29       | 4.12     | 1.67    |
| 2008      | SEA       | 45    | 5     | 0     | 0     | 0        | 3     | 4     | 10       | 3           | .429  | 265   | 64.2     | 40       | 10          | 34       | 1     | 0        | 75       | 5     | 0        | 26    | 24       | 3.34     | 1.14    |
| 2009      | SEA       | 26    | 10    | 0     | 0     | 0        | 2     | 4     | 6        | 1           | .333  | 313   | 69.2     | 66       | 10          | 44       | 1     | 0        | 63       | 3     | 0        | 38    | 34       | 4.39     | 1.58    |
| 2010      | TOR       | 26    | 26    | 1     | 1     | 0        | 10    | 7     | 0        | 0           | .588  | 629   | 146.1    | 136      | 11          | 66       | 0     | 9        | 178      | 8     | 0        | 76    | 73       | 4.49     | 1.38    |
| 2011      | TOR       | 30    | 30    | 0     | 0     | 0        | 11    | 11    | 0        | 0           | .500  | 777   | 179.1    | 162      | 21          | 69       | 1     | 12       | 203      | 12    | 1        | 103   | 94       | 4.72     | 1.29    |
| 2012      | TOR       | 21    | 21    | 3     | 3     | 1        | 10    | 7     | 0        | 0           | .588  | 504   | 124.2    | 98       | 12          | 41       | 0     | 2        | 108      | 3     | 0        | 45    | 41       | 2.96     | 1.11    |
| 2013      | TOR       | 10    | 10    | 0     | 0     | 0        | 2     | 3     | 0        | 0           | .400  | 242   | 54.1     | 63       | 12          | 18       | 1     | 1        | 42       | 1     | 0        | 39    | 34       | 5.63     | 1.49    |
| 2014      | TOR       | 13    | 6     | 0     | 0     | 0        | 1     | 3     | 0        | 1           | .250  | 148   | 33.1     | 37       | 2           | 18       | 0     | 0        | 30       | 1     | 1        | 21    | 21       | 5.67     | 1.65    |
| 2015      | SD        | 5     | 5     | 0     | 0     | 0        | 2     | 0     | 0        | 0           | 1.000 | 126   | 33.0     | 29       | 3           | 7        | 0     | 0        | 23       | 0     | 0        | 10    | 10       | 2.73     | 1.09    |
| 2016      | SD        | 18    | 0     | 0     | 0     | 0        | 1     | 0     | 0        | 2           | 1.000 | 68    | 16.0     | 19       | 2           | 3        | 1     | 0        | 8        | 0     | 0        | 4     | 3        | 1.69     | 1.38    |
| 2017      | LAD       | 45    | 0     | 0     | 0     | 0        | 6     | 0     | 2        | 10          | 1.000 | 170   | 43.2     | 31       | 0           | 9        | 1     | 1        | 50       | 2     | 0        | 10    | 10       | 2.06     | 0.92    |
| 2018      | CHC       | 35    | 0     | 0     | 0     | 0        | 0     | 0     | 22       | 0           | ----  | 122   | 30.2     | 24       | 2           | 9        | 0     | 1        | 31       | 1     | 0        | 5     | 5        | 1.47     | 1.08    |
| MLB：12年 | MLB：12年 | 334   | 113   | 4     | 4     | 1        | 51    | 43    | 40       | 35          | .543  | 3653  | 859.0    | 761      | 88          | 368      | 11    | 27       | 877      | 40    | 2        | 406   | 378      | 3.96     | 1.31    |

- 2020年度シーズン終了時

### 年度別守備成績
| 年 度 | 球 団 | 投手（P） | 投手（P） | 投手（P） | 投手（P） | 投手（P） | 投手（P） |
| 年 度 | 球 団 | 試 合     | 刺 殺     | 補 殺     | 失 策     | 併 殺     | 守 備 率  |
| ----- | ----- | --------- | --------- | --------- | --------- | --------- | --------- |
| 2007  | SEA   | 60        | 1         | 2         | 0         | 0         | 1.000     |
| 2008  | SEA   | 45        | 1         | 2         | 0         | 0         | 1.000     |
| 2009  | SEA   | 26        | 5         | 7         | 0         | 1         | 1.000     |
| 2010  | TOR   | 26        | 4         | 12        | 0         | 2         | 1.000     |
| 2011  | TOR   | 30        | 8         | 13        | 3         | 0         | .875      |
| 2012  | TOR   | 21        | 4         | 8         | 1         | 0         | .923      |
| 2013  | TOR   | 10        | 2         | 3         | 0         | 1         | 1.000     |
| 2014  | TOR   | 13        | 3         | 3         | 0         | 0         | 1.000     |
| 2015  | SD    | 5         | 3         | 2         | 0         | 1         | 1.000     |
| 2016  | SD    | 18        | 0         | 2         | 0         | 0         | 1.000     |
| 2017  | LAD   | 45        | 3         | 2         | 0         | 0         | 1.000     |
| 2018  | CHC   | 35        | 7         | 4         | 0         | 0         | 1.000     |
| MLB   | MLB   | 334       | 41        | 60        | 4         | 5         | .962      |

- 2020年度シーズン終了時

### 記録
- ポストシーズン年間登板試合数：14（歴代1位タイ、1997年のポール・アッセンマッカー（英語版）と並ぶ）

### 背番号
- 35（2007年 - 2009年）
- 23（2010年 - 2014年）
- 21（2015年 - 2016年）
- 17（2017年）
- 15（2018年）